# العلاقات البحرينية الكينية
العلاقات البحرينية الكينية هي العلاقات الثنائية التي تجمع بين البحرين وكينيا.

## مقارنة بين البلدين
هذه مقارنة عامة ومرجعية للدولتين:
| وجه المقارنة                                              | البحرين       | كينيا                         |
| --------------------------------------------------------- | ------------- | ----------------------------- |
| المساحة (كم2)                                             | 765           | 581.31 ألف                    |
| عدد السكان (نسمة)                                         | 1.49 مليون    | 48.47 مليون                   |
| الكثافة السكانية (ن./كم²)                                 | 194.77 ألف    | 83.38                         |
| العاصمة                                                   | المنامة       | نيروبي                        |
| اللغة الرسمية                                             | اللغة العربية | اللغة السواحلية، لغة إنجليزية |
| العملة                                                    | دينار بحريني  | شيلينغ كيني                   |
| الناتج المحلي الإجمالي (بليون دولار)                      | 35.31 مليار   | 74.94 مليار                   |
| الناتج المحلي الإجمالي (تعادل القوة الشرائية) بليون دولار | 64.16 مليار   | 142.24 مليار                  |
| الناتج المحلي الإجمالي الاسمي للفرد دولار أمريكي          | 22.60 ألف     | 1.38 ألف                      |
| الناتج المحلي الإجمالي للفرد دولار أمريكي                 | 45.50 ألف     | 2.95 ألف                      |
| مؤشر التنمية البشرية                                      | 0.824         | 0.548                         |
| رمز المكالمات الدولي                                      | +973          | +254                          |
| رمز الإنترنت                                              | .bh           | .ke                           |
| المنطقة الزمنية                                           | ت ع م+03:00   | ت ع م+03:00                   |

## منظمات دولية مشتركة
يشترك البلدان في عضوية مجموعة من المنظمات الدولية، منها:
| علم المنظمة | اسم المنظمة                               | تاريخ انضمام البحرين | تاريخ انضمام كينيا |
| ----------- | ----------------------------------------- | -------------------- | ------------------ |
|             | يونسكو                                    | 18 يناير 1972        | 7 أبريل 1964       |
|             | وكالة ضمان الاستثمار متعدد الأطراف        | 12 أبريل 1988        | 28 نوفمبر 1988     |
|             | الأمم المتحدة                             | 21 سبتمبر 1971       | 16 ديسمبر 1963     |
|             | الفريق المعني برصد الأرض                  | ?                    | ?                  |
|             | الاتحاد البريدي العالمي                   | ?                    | ?                  |
|             | البنك الدولي للإنشاء والتعمير             | 15 سبتمبر 1972       | 3 فبراير 1964      |
|             | الاتحاد الدولي للاتصالات                  | 1975                 | 11 أبريل 1964      |
|             | منظمة حظر الأسلحة الكيميائية              | ?                    | ?                  |
|             | مؤسسة التمويل الدولية                     | 22 سبتمبر 1995       | 3 فبراير 1964      |
|             | المركز الدولي لتسوية المنازعات الاستشارية | 15 مارس 1996         | 2 فبراير 1967      |
|             | منظمة التجارة العالمية                    | ?                    | 1995               |
|             | منظمة الشرطة الجنائية الدولية             | ?                    | ?                  |

## أعلام
هذه قائمة لبعض الشخصيات التي تربطها علاقات بالبلدين:
- آدم إسماعيل خميس (عداء مسافات طويلة كيني، 12 فبراير 1989 – )
- بلال منصور علي (17 أكتوبر 1988 – )
- طارق مبارك طاهر (منافِس أوليمبي كيني، 1 ديسمبر 1986 – )

## وصلات خارجية
- موقع وزارة الخارجية البحرينية
- موقع وزارة الخارجية الكينية